# Mateusz Nycz
Mateusz Nycz (ur. 11 lutego 1989) – polski szpadzista, wychowanek i zawodnik Piasta Gliwice. Zdobywca poczwórnej korony Mistrzostw Polski – indywidualnie złoto zdobywał w kategoriach wiekowych do lat 15, 17, 20 i jako senior. Zdobył z drużyną Piasta Gliwice Drużynowe Mistrzostwo Polski seniorów. Jako reprezentant kraju wygrał zawody satelitarne FIE International Fencing Federation w Sztokholmie (2014), a w 2013 w Oslo zajął trzecie miejsce. W 2011 roku został Mistrzem Europy U-23 organizowanych przez Europen Fencing Confederation w Kazaniu.
Jest żołnierzem zawodowym, trenuje w Wojskowym Zespole Sportowym Zegrze przy Centrum Szkolenia Łączności i Informatyki Zegrze. W 2015 roku zdobył srebrny medal w drużynie na VI Światowych Wojskowych Igrzyskach Sportowych w Mungyeong. Walczy prawą ręką. Jego trenerem jest Maciej Chudzikiewicz.

## Największe sukcesy

### indywidualnie
- złoty medal Mistrzostw Polski w Szermierce (2015)
- srebrny medal Mistrzostw Polski w Szermierce (2017)
- srebrny medal Mistrzostw Polski w Szermierce (2018)
- brązowy medal Mistrzostw Polski w Szermierce (2019)
- złoty medal Mistrzostw Polski w Szermierce do lat 20 (2007)
- złoty medal Mistrzostw Polski w Szermierce do lat 17 (2006)
- złoty medal Mistrzostw Polski w Szermierce do lat 15 (2004)
- złoty medal Mistrzostw Europy U-23 w Szermierce (2011, Kazań)
- 1. miejsce FIE Satellite Challenge Stockholm 2014
- 3. miejsce FIE Satellite Challenge Oslo 2013

### drużynowo

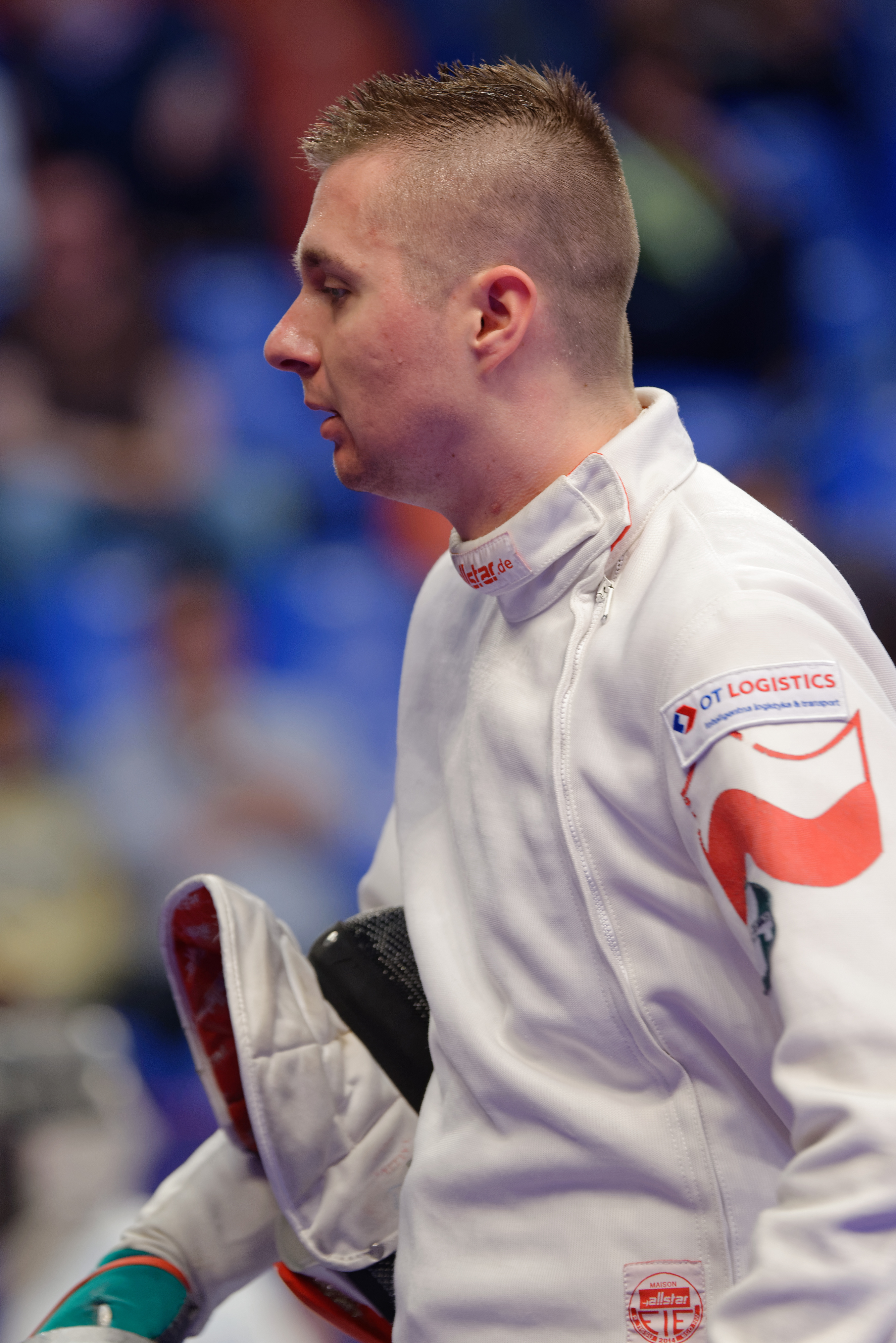
Mateusz Nycz, Paryż 2016

- złoty medal Mistrzostw Polski w Szermierce (2007)
- srebrny medal Mistrzostw Polski w Szermierce (2009)
- srebrny medal Mistrzostw Polski w Szermierce (2016)
- brązowy medal Mistrzostw Polski w Szermierce (2015)
- brązowy medal Mistrzostw Polski w Szermierce (2019)
- brązowy medal Mistrzostw Polski w Szermierce (2020)